# Андреев, Павел Юрьевич
Па́вел Ю́рьевич Андре́ев (род. 14 июля 1954, Москва, РСФСР, СССР) — российский архитектор, руководитель мастерской № 14 ГУП «Моспроект-2 имени М. В. Посохина», в дальнейшем руководитель архитектурной мастерской «Гран». Президент Московской палаты архитекторов, Член Союза архитекторов СССР с 1985 года, профессор МАРХИ и Международной академии архитектуры (IAA), член Архитектурного совета Москвы и президиума экспертно-консультативного совета Москомархитектуры, почётный архитектор России, почётный строитель Москвы. Заслуженный архитектор Российской Федерации. Член-корреспондент Российской академии художеств (2019), член-корреспондент РААСН (2022).

## Биография
Выпускник факультета градостроительства Московского архитектурного института 1977 года. Преддипломная стажировка — на архитектурном факультете университета города Любляна в Словении, в 1976—1977 гг.
После окончания института — старший архитектор мастерской № 1 «Управления Моспроект-2» под руководством главного архитектора Москвы М. В. Посохина. С 1980 по 1988 гг. — главный архитектор проектов (ГАП) в ЦНИИЭП торгово-бытовых зданий и туристских комплексов СССР, где участвовал в проектировании туристских центров в Самарканде, Сумах, Барнауле, Новгороде и других городах. С 1988 г. по 1990 г. — ассоциированный архитектор архитектурной мастерской архитектора Рикардо Бофилла в Испании и Франции. С 1990 по 1992 г. — руководитель бюро № 10 в СП Мосбудпроект.
В 1992 совместно с архитекторами Никитой Бирюковым и Алексеем Воронцовым учредил мастерскую «Группа АБВ», одну из первых частных архитектурных мастерских в Москве. Соруководителем «Группы АБВ» был до 1995 года. Одновременно, с 1992 г. по 1996 г. — главный архитектор АО Торговый дом ГУМ. С 1996 г. по декабрь 2017 г. — руководитель мастерской № 14 ОАО «Моспроект-2» им. М. В. Посохина. С 2006 г. — руководитель архитектурной мастерской «Гран».

## Основные работы
В портфолио более 100 проектов, около 60 из них — московские, многие в историческом центре. Автор реконструкций известных зданий Москвы: ГУМа, Манежа, Большого театра, Детского мира.
2000—2002 гг.: реконструкция и приспособление к современному использованию здания Большого ГУМа в интерьере появились новые мосты, эскалаторы; реконструированы торговые помещения 3—4 этажей.
2005 г.: реконструкция здания московского Манежа после 2004 года: у здания появилось подземное пространство с выставочным залом, двухъярусный балкон с северной стороны от входа и новая система балок, повторяющая конструкцию Августина Бетанкура и Луи Карбонье; подлинные конструкции, пока они сохранялись, были скрыты за подшивным потолком, после реконструкции балки открыты, они стали значимым элементом интерьера выставочного зала Манежа.
2009—2011 гг.: участвовал в реконструкции здания Большого театра, автор реализованного проекта подземного пространства зрительской зоны (до 2008 г. проектом занимался Никита Шангин и компания Курортпроект).

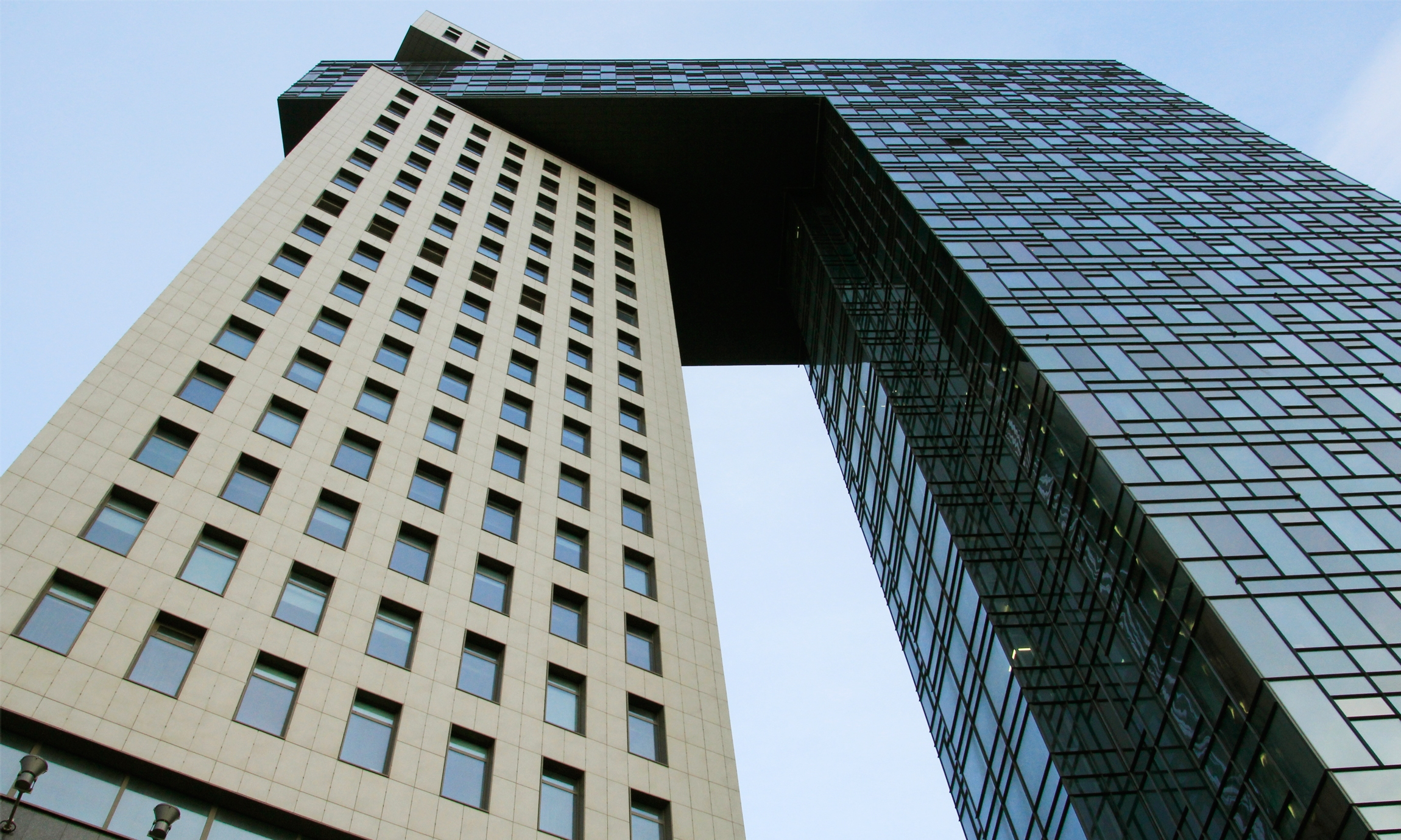
БЦ Золотые ворота, Москва. Архитектурная мастерская Павла Андреева, 2004—2014. Авторский коллектив: П. Андреев, А. Бутырин, А. Никифорова, Ю. Жукова, И. Римашевская, Л. Рязанов, Е. Павлова, И. Мохаммад (2018).

2011—2015 гг.: завершающий этап реконструкции здания «Детского мира» на Лубянке, начатой 1 июля 2008 года. Реконструкцию проводила «Галс-Девелопмент», атриум вместо трёхъярусного стал семиярусным, его оформление в целом повторяет решение фасадов Алексея Душкина. Автор витражей потолка нового атриума — архитектор и художник Елена Марковская.
Среди других, менее известных реконструкций исторических зданий и кварталов, Павлу Андрееву принадлежат: реконструкция дома Булошникова на Большой Никитской, дом 17, стр. 1, даты реализации проекта 1992—1995 гг.); реконструкция здания С. Эйбушица на Кремлёвской набережной, дом 1, строение 2 (1997—1998 гг.); офисный центр на Малой Дмитровке, дом 7—9 (2004—2007 гг., с фрагментом усадьбы конца XIX в.); отель Standart на месте сгоревшего здания редакции «Московские новости» (Страстной бульвар, дом 2, открылся в 2015 г.).
Помимо работы с реконструкциями зданий в центре города, Павел Андреев — автор проектов современной архитектуры. Предпочитаемое направление — хай-тек. В частности, им реализованы проекты бизнес-парка «Легион-I» (2001—2005), связавшего пешеходной улицей Большую Орыднку и Большую Полянку, офисного здания на 2-й Брестской, 34 (2003—2007 гг.), здания БЦ Golden Gate (первоначальное название «Владимирские ворота», 2004—2014) на Рогожском валу, и здание БЦ «Таурус» (2004—2014) на улице Коровий вал, гостиницы «Novotel» рядом с театром на Таганке (2013—2019).
Андреев также работает в направлении, которое можно охарактеризовать как современный вариант ар-деко или разновидность «сталинской» архитектуры. В этом духе выполнены фасады зданий: БЦ «Садовая плаза» в начале Долгоруковской улицы (1997—2001), БЦ «Галс Тауэр» на 1-й Тверской-Ямской (1994—2001), ЖК «Дом Бакст» в большом Козихинском переулке (2015—2019), домдом 13—15, ЖК «Достояние» на Ярцевской улице, дом 34—34 (2016—2019).

## Проекты
- Гостиница «Барнаул» (1983—1984, Барнаул, площадь Победы, 3)
- Реконструкция здания, совместно А. Беланом, С. Павловым, Г. Маровой (1991—1995, Москва, Улица Герцена, 17 стр. 1)
- Реконструкция жилого дома, совместно А. Беланом, Г. Маровой (1993—1994, Москва, Мерзляковский переулок, 18)
- Жилой дом, улица Плющиха, 22 (2000)
- Здание банка, Тихвинский переулок, № 11 стр.2 (2000—2001)
- «Экспоцентр», павильон № 7, Краснопресненская набережная, 14 (2000—2001)
- Реконструкция здания Большого ГУМа (2000—2002)
- Административное здание МТС, Воронцовская улица, 5 (2001—2002)
- Перестройка здания Манежа, Моховая улица, № 18 (2004—2005)
- Бизнес-парк «Легион», улица Большая Ордынка, 40 (1998—2005)
- Многофункциональный офисный центр с подземной автостоянкой, Малая Дмитровка, № 7 и 9 (2005—2007)
- Административное здание, Вторая Брестская улица, № 34 (2005—2007)
- Проект перестройки пассажа Попова (2005)
- Административное здание на ул. 2-я Брестская, 34 (2003—2007)
- Многофункциональный офисный центр с подземной автостоянкой на Малой Дмитровке 7 и 9 (2004—2007)
- Подземная часть зрительской зоны Большого театра (2009—2011)
- Многофункциональный комплекс Golden Gate (2004—2014)
- БЦ «Таурус», Коровий вал, 7 (2004—2014)
- Отель Standart, Тверская улица, вл.16/2, стр. 1 (2006—2015)
- ЖК Оливковый дом, л. Верхняя, вл. 34 строение 22 (2016—2018)
- ЖК «Дом Бакст», Большой Козихинский, 13, стр. 1, 2, 15, стр. 1, 2 (2015—2019)
- Гостиница «Novotel», ул. Земляной Вал, вл. 70, стр. 1 (2013—2019)
- ЖК «Достояние», улица Ярцевская, вл. 31, к. 1, вл. 34, к. 1 (2016—2019)

## Награды
- Лауреат конкурсов правительства Москвы на лучший проект года
- Орден Почёта
- Почётный архитектор России
- Почётный строитель Москвы
- Заслуженный архитектор РФ
- Член-корреспондент РАХ
- Член-корреспондент РААСН

## Критика
Градозащитники обвиняют Андреева в проектах, связанных со сносом элементов исторической застройки Москвы. Прежде всего обвинения связаны с проектами реконструкции Манежа (после пожара) и Детского мира (архитектор начал работать с проектом после значительных работ по реконструкции, предварительно осуществлённых в здании компанией ГАЛС, и после долгой дискуссии по защите здания). Андреева обвиняют в уничтожении усадьбы Римского-Корсакова на Тверском бульваре, где в 2001—2004 гг. был сохранён только подлинный фасад исторического здания (под остальным зданием, для расширения ресторана «Пушкинъ», была построена трехъярусная подземная парковка). В 1993—2009 гг. существовали планы сноса гостиницы Шевалье в Камергерском переулке (проект был разработан для девелопера «Ингеоцентр»); в 2016 г. гостиница Шевалье вновь получила охранный статус, Павел Андреев разработал новый проект, с сохранением её здания и двумя новыми корпусами во дворе. В 2009 г. существовал план реконструкции со сносом гостиницы «Центральная» на Тверской улице. Часть проектов Андреева связана со сносом исторических зданий, часть с фрагментарным сохранением и реставрацией сохраненных частей. В доме на Большой Никитской, дом 17, были сохранены подлинные фасады XIX в. и ранние сводчатые помещения внутри. Здание «Московских новостей» на Пушкинской площади было реконструировано после того, как пострадало от пожара, причём для восстановления Андреев использовал чертежи П. Д. Барановского. Здание АТС на Зубовской площади согласно проекту Андреева сохраняло подлинные фасады 1930-х гг. (фасады были снесены после отстранения архитектора от проекта); нереализованный проект (2018 г.) ЖК на месте «Холодильника» предполагал сохранение подлинных стен технического сооружения.